# Метод відбитих хвиль
Ме́тод відби́тих хвиль, ме́тод віддзерка́лених хвиль, МВХ (рос. метод отраженных волн, англ. reflection survey, нім. Reflexionswellenverfahren n) — метод сейсмічної розвідки, що базується на вивченні сейсмічних хвиль, які відбилися від границь розділу двох середовищ (фаз) з різною акустичною жорсткістю.
Застосовується для пошуків і розвідки родовищ нафти і газу, виявлення структур (з амплітудами до 30—50 м), сприятливих для їх скупчення, встановлення геологічної будови територій, вирішення інженерно-геологічних задач, а також іноді при пошуках твердих корисних копалин.